# Нджиток, Дэвид
Дэ́вид Нджито́к (англ. David Njitock, 17 июня 1942) — камерунский легкоатлет, выступавший в беге на короткие дистанции. Участвовал в летних Олимпийских играх 1964 года. Первый спортсмен, представлявший Камерун на Олимпиаде.

## Биография
Дэвид Нджиток родился 17 июня 1942 года.
В 1964 году стал единственным представителем сборной Камеруна на летних Олимпийских играх в Токио. Выступал в двух дисциплинах легкоатлетической программы.
В беге на 100 метров занял 7-е место среди восьми участников предварительного забега с результатом 11,13 секунды. Он опередил на 1 сотую секунды Акбара Бабаханлу из Ирана и уступил 34 сотых Биллу Эрлу из Австралии, который занял 3-е место и попал в четвертьфинал.
В беге на 200 метров занял 5-е место среди шести участников предварительного забега с результатом 22,5 секунды, уступив 1 секунду Бушаибу Эль-Маачи из Марокко, который занял 4-е место и попал в четвертьфинал.
Поскольку Камерун в 1964 году впервые участвовал в Олимпийских играх, Нджиток стал первым олимпийцем в истории страны.

## Личные рекорды
- Бег на 100 метров — 10,6 (1966)[1]
- Бег на 200 метров — 21,8 (1964)[1]